# Franz Xaver Zacherl

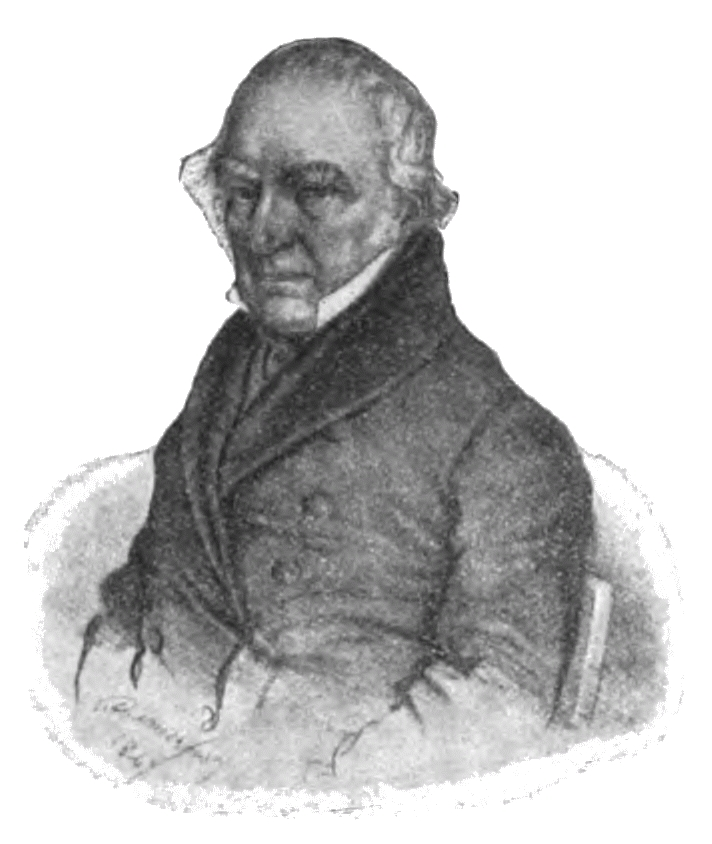
Xaver Zacherl
(Beiträge zur Entwicklungsgeschichte der Bierbrauerei. Band 2, 1907)

Franz Xaver Zacherl (amtlich Zächerl; * 1772 in München; † 16. September 1849 in der Vorstadt Au) war ein bayerischer Brauer, Mälzer und Abgeordneter.

## Leben
Zacherl wurde 1772 als Sohn eines Kochs geboren. 1806 wurde er Pächter der ehemaligen Klosterbrauerei Paulaner, die er 1813 mit allen zugehörigen Gütern erwarb. Die Starkbiertradition der Brauerei führte er unter dem Namen Salvator fort. Mit der Marke Salvator machte Zacherl dem königlichen Brauhaus, dem Monopolisten auf Starkbier, Konkurrenz. 1826 folgte der Ankauf des Spöckmayrbräu in der Rosengasse.
Von 1819 bis 1822 war er Mitglied in der Kammer der Abgeordneten in der bayerischen Ständeversammlung
Franz Xaver Zacherl starb im Alter von 77 am 16. September 1849.

## Grabstätte

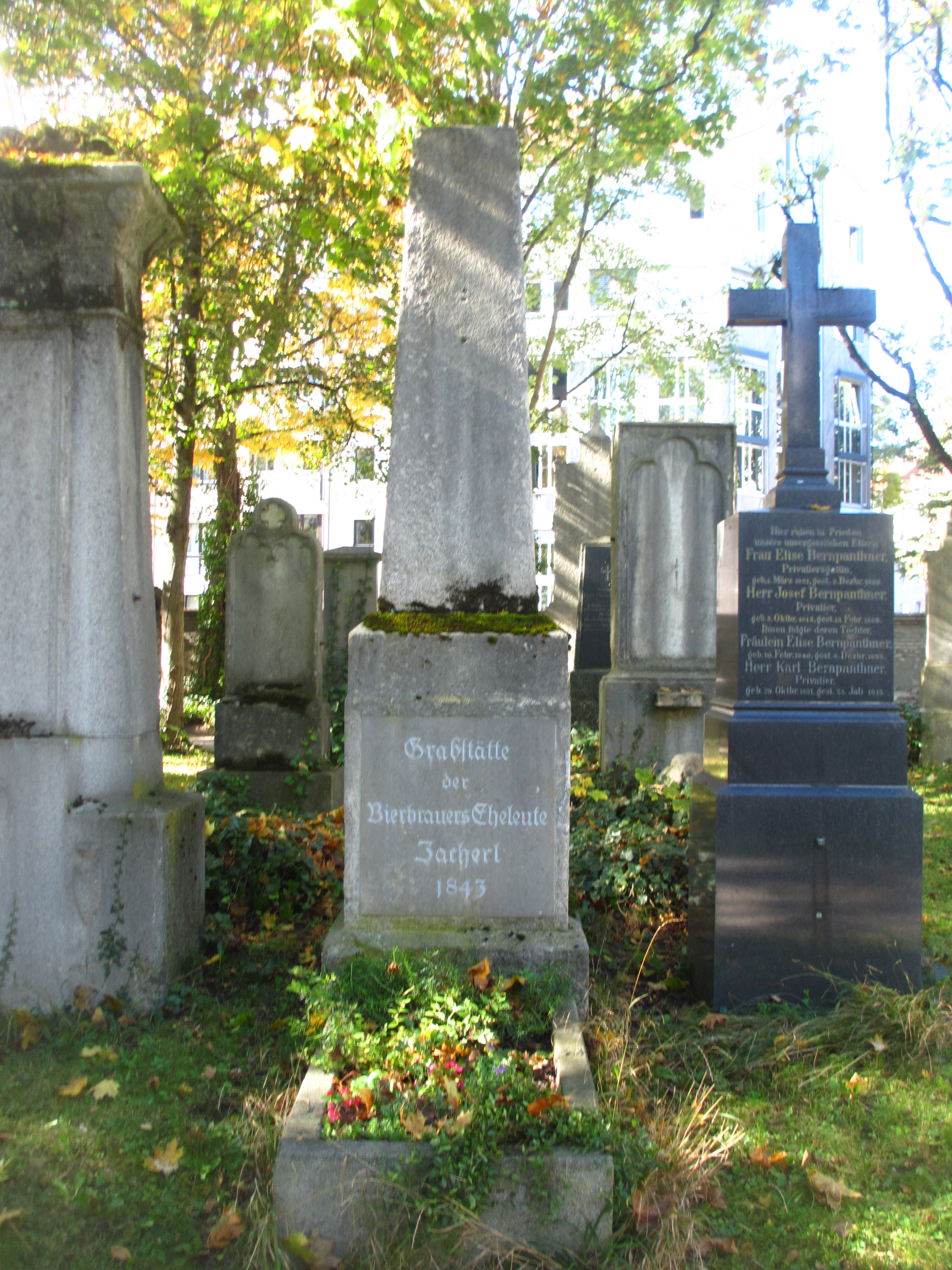
Grab von Franz Xaver Zacherl auf dem Alten Südlichen Friedhof in München

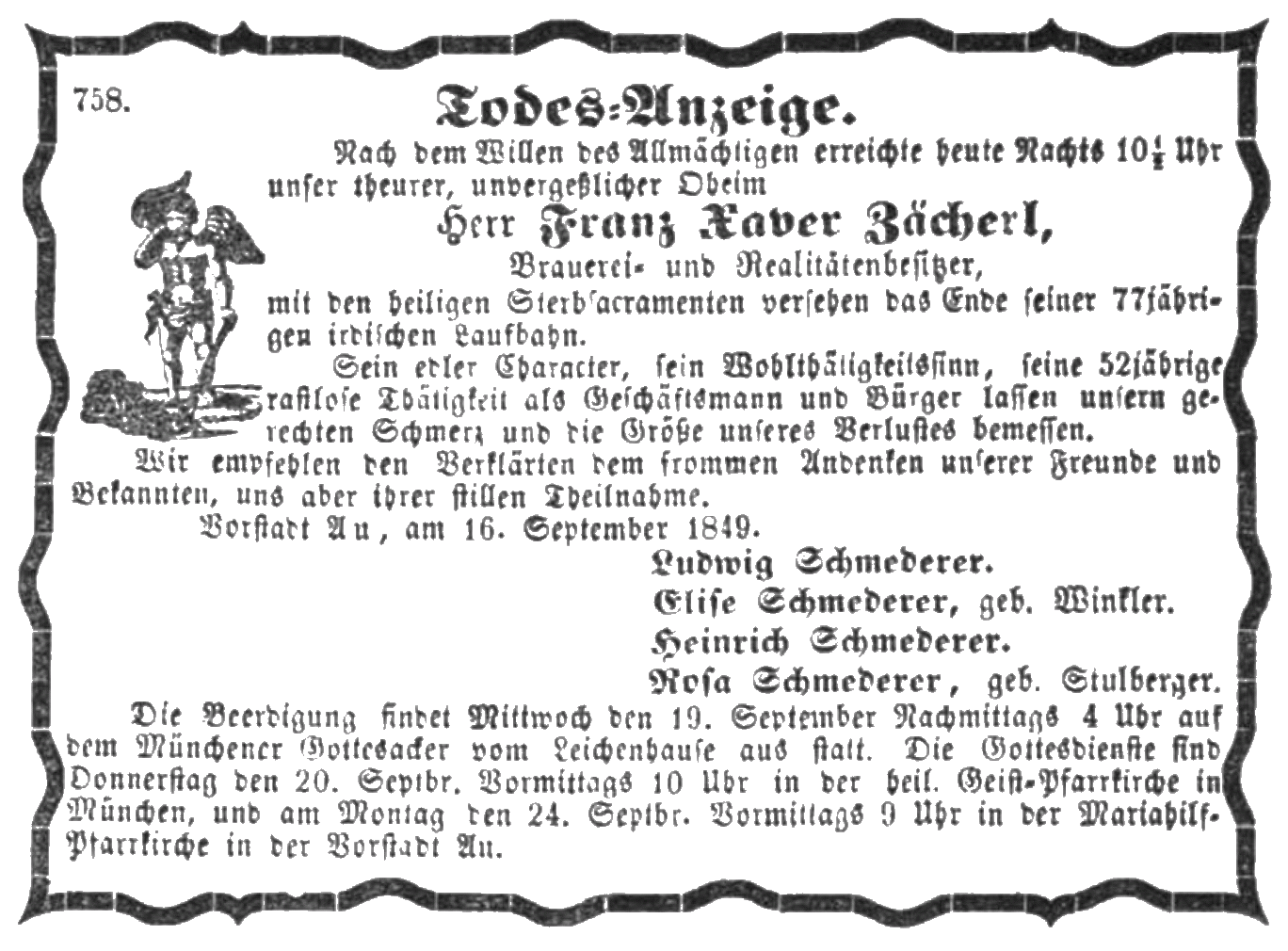
Todesanzeige Fr. Xaver Zächerl (Bayerischer Eilbote 19. Sept. 1849)

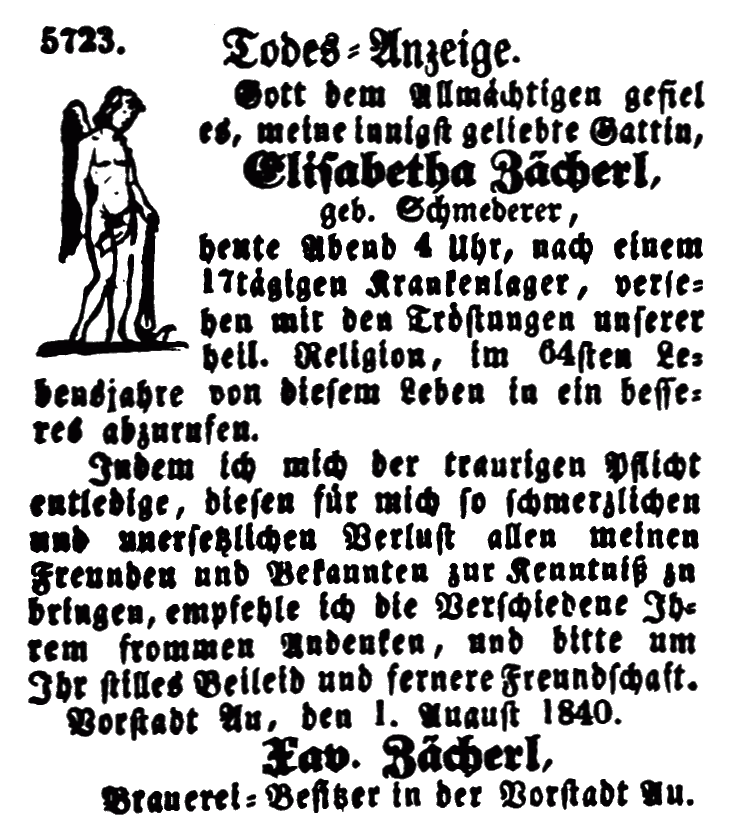
Todesanzeige für Elisabbetha Zächerl (Zacherl), geb. Schmederer, 1776–1840

Die Grabstätte von Franz Xaver Zacherl befindet sich auf dem Alten Südlichen Friedhof in München (Gräberfeld 2 – Reihe 1 – Platz 18) Standort.
In dem Grab befindet sich auch die Ehefrau Elisabetha Zächerl (Zacherl), geborene Schmederer, 1776–1840.

## Namensgeber für Straße
Nach Franz Xaver Zacherl wurde am 11. Dezember 1928 in München im Stadtteil Untere Au (Stadtbezirk 5 – Au-Haidhausen) der Zacherlweg⊙ benannt.